# Sebenaplňující předpověď
Sebenaplňující předpověď (též sebenaplňující se proroctví, Golemův efekt, Rosenthalův efekt, Pygmalion efekt) je fenomén, kde očekávání budoucích událostí vede k chování, které zapříčiní, že se daná skutečnost opravdu stane. Vztahuje se jak k přístupu člověka k sobě samému, tak k hodnocení jiných osob, očekávání událostí atd.
Pokud jsou očekávání negativní, jedná se o Golemův efekt, očekávání pozitivní se označují jako Pygmalion efekt.

## Historie
Zmínky o fenoménu sebenaplňující předpovědi se objevily v dílech psychologa Sigmunda Freuda, sociologa Williama I. Thomase (Thomasův teorém) a dokonce také u francouzského filozofa 17. století Pierre Gassendiho, který jako první uvedl konkrétní příklad tohoto fenoménu. Všiml si totiž, že lidé, kteří si nechávají předpovídat osud z hvězd, mají sklon tento osud naplňovat.
Za autora samotného konceptu sebenaplňující předpovědi je ale považován až sociolog Robert K. Merton, který formuloval jeho struktury a následky (Merton používá označení „sebenaplňující se proroctví“ – „self-fulfilling prophecy“).

### Robert King Merton
V druhém rozšířeném vydání své knihy Social Theory and Social Structure (1957) Merton uvádí, že tento "fenomén vzniká, když nesprávná definice situace evokuje chování, které přeměňuje původní nesprávné koncepce na skutečné".
To vyvolává zdánlivou představu o tom, že v následujícím sledu událostí měl prorok od samého počátku pravdu. Pozitivní či negativní proroctví vyvolává víru nebo deziluzi o tom, že situace, která nastala, je prohlášena za pravdu, přestože je od samého počátku nepravděpodobná. To nastává v případě, že víra dostatečně působí na lidi a jejich chování, které zapříčiní, že jejich reakce vyplní falešné proroctví.
Svou teorii opírá o Thomasův teorém, z něhož vyvozuje, že: "lidé reagují nejen na objektivní charakteristiky situace, ale také — a někdy především, na význam, který pro ně tato situace má". Jakmile daná situace dostane nějakou definici, následné chování je jím determinováno.
Sebenaplňující se proroctví („self-fulfilling prophecy“) podle Mertona slouží jako pomocník k pochopení například rasových předsudků: „Sebenaplňující se proroctví velkou měrou přispívá k vysvětlení dynamiky etnických a rasových konfliktů v dnešní Americe. O tom, že právě takový je případ přinejmenším vztahů mezi černochy a bělochy, se lze přesvědčit na patnácti stech stranách, jež čítá kniha Gunnara Myrdala Americké dilema“. Myrdal v knize z roku 1944 uvádí, že protějškem sebenaplňujícího proroctví je „sebevražedné proroctví“. To mění lidské chování oproti tomu, jaký by byl jeho průběh, kdyby nebylo proroctví vyřčeno, a to do té míry, že nedostane za pravdu. Vyřčením takového proroctví se zabrání jeho naplnění.

#### Příklady
Robert K. Merton koncept aplikoval na reálné situace. Ve knize Studie ze sociologické teorie uvádí příklad krachu imaginární prosperující banky pod vedením Cartwrighta Millingvillea. Ačkoliv banka hospodaří zodpovědně a má dostatečné množství likvidity, jednoho dne se před ní utvoří fronta klientů žádajících vyplacení svých vkladů. Počet lidí před bankou neustále narůstá kvůli šířícím se nepodloženým pověstem o nesolventnosti banky. Taková situace vyvolá nevyhnutelnou insolvenci banky, ačkoli byla původně tato situace vzhledem k její prosperitě nepravděpodobná.
Zcela běžným příkladem je nervózní student před zkouškou, který je přesvědčený o svém budoucím neúspěchu u zkoušky. Pochopitelně neuspěje, protože stráví více času strachováním se než studiem.
Dále autor uvádí příklad války mezi dvěma národy. Lidé se domnívají, že válka je nevyhnutelná. Představitelé těchto dvou národů, pohánění tímto přesvědčením, se navzájem stále více odcizují a pohotově odpovídají na každý „útočný“ akt protistrany. Rozšiřuje se zbrojní potenciál, zvětšují se zásoby surovin a narůstá počet mužů ve zbrani, až nakonec očekávání války pomůže vytvořit skutečný konflikt.
Jiným příkladem užití sebenaplňujícího se proroctví je jeho aplikace na etnické a rasové předsudky. Merton uvádí příklad bělošského amerického odboráře ze severu země, podle nějž by černoši neměli být připuštěni do jeho odborového svazu. „Fakta“ mu totiž říkají, že černoši, kteří „přišli z průmyslově nerozvinutého Jihu, nebyli vychováni v odborářských tradicích a neznají umění kolektivního vyjednávání. Kvůli nízké životní úrovni přijmou i práci za nižší mzdu, než je obvykle, a jsou proto označování za „zrádce pracující třídy“ a „stávkokazy“. Odboráři však uniká, že „fakta“, která prosazuje, pomáhají vytvořit i řadu důsledků, které skutečně mnoha černochům ztěžují či přímo berou možnost vyhnout se roli stávkokaza. Nicméně, bližší rozbor naznačuje obrácený vztah – černoši se stávali stávkokazy, protože nebyli připuštěni do odborů (a nikoli obráceně). 

### Ctnosti vlastní skupiny a nectnosti cizí skupiny
Dalším příkladem je Mertonovi legenda kolem Abrahama Lincolna, amerického prezidenta z 19. století. O Lincolnovi prý každý americký školák ví, že byl „šetrný, pracovitý, dychtivý poznání, ctižádostivý, oddaný právům obyčejného člověka a nadmíru úspěšný v postupu po žebříčku příležitostí – z té nejspodnější nádenické příčky se dostal do úctyhodných výšin obchodníka a právníka…“  Merton zde proti sobě staví americkou střední třídu, která měla mít tyto vlastnosti vysoko na svém hodnotovém žebříčku, a ty osoby a skupiny, které takové hodnoty podle všeho nemají. Nezdají-li se příslušníci jedné skupiny, např. černoši jiné, např. bělošské skupině dost vzdělaní, pak podle schématu (tzv. „středostavovského katalogu ctností a hříchů“) vznikají obvinění, že jeden je „horší“ než druhý. Na stejném principu dochází ke srovnání Abrahama Lincolna se židovským a japonským jedincem. Co je u Lincolna znakem pracovitosti, hospodárnosti a inteligence, je u příslušníků dvou „cizích“ skupin podbízivost, skrblení a prohnanost. Merton takové selektivní vnímání jedinců podle schématu / formule (zde etnicity či národnosti) řadí pod termín „morální alchymie“. 

### Deviantní identita jedince
kniha The Outsiders (1963), Howard Saul Becker
Americký sociolog Howard S. Becker popisuje, jak se u člověka postupně vyvíjí deviantní identita: Jedinec je označen jako deviantní (primární deviace) a díky této nálepce na sebe pohlíží jako na odlišného od většinové společnosti. Označením se aktivují určité prvky osobnosti a deviantní kariéra se začne rozvíjet. Proces označení za deviantní osobu z pozice autority je nejdůležitějším krokem na cestě k tzv. sekundární deviaci.
Dalším krokem je přijetí deviantní nálepky společností: Ten potlačuje ostatní definice jedince (např. status kriminálníka je silnější než status rodiče, souseda, přítele atd.). Také ostatní na osobu nazírají skrze tento dominantní status a mají tendenci předpokládat, že jedinec vlastní i negativní vlastnosti, které jsou s tímto označením obvykle spojené. Vzhledem k tomu, že identita jedince je odvozena převážně z pohledu ostatních, má jedinec tendenci pohlížet na sebe skrze své deviantní označení. To může produkovat sebenaplňující se proroctví.
Kruh sebenaplňujících se proroctví lze prolomit, jestliže jedinec opustí počáteční definici situace, která uvedla tento kruh do pohybu. Je třeba zpochybnit původní domněnku a prosadit novou definici situace. Teprve potom přestane přesvědčení vytvářet realitu.

## Experimenty

### Očekávání učitelů
Tzv. Rosenthalův efekt (R. Rosenthal, Rosenthalův experiment z roku 1968)
Učitelé ve škole dostali (náhodou zaslechli) tipy na obzvlášť šikovné děti, které ale byly úplně průměrnými a normálními žáky. Za rok se těmto dětem výrazně zlepšil prospěch. Ze skrytých záznamů experimentátoři zjistili, že se učitelé chovali k vybraným dětem jinak – častěji je vyvolávali, více je chválili apod.

### Chytré myši
R. Rosenthal, L. Jacobson (1968) 
Studenti měli naučit chodit krysy bludištěm. Dozvěděli se, že zvířata pochází ze dvou různých populací – „chytré“ a „hloupé“. V reálu byly krysy rovnoměrně rozděleny do dvou smíšených skupin, což ale studenti nevěděli. Krysy, které pokládali za chytré, se naučily projít bludištěm mnohem rychleji, protože s nimi studenti komunikovali mnohem intenzivněji než s těmi, které považovali za hloupé.

## Reálné projevy

### Rating
Ekonomický rating používají především investoři, emitenti, investiční banky, makléři a státní instituce. Rating je ovšem pouhý odhad, a i když je třeba podložen daty z minulosti, finančnické varování praví, že "zisky minulé nejsou zárukou zisků budoucích".
V souvislosti s finanční krizí v roce 2008 byla hodnota ratingů velmi zpochybněna: Agentury byly kritizovány především za to, že udělovaly nejvyšší ratingy i instrumentům, které těchto kvalit nedosahovaly. Další kritika poukazuje na to, že agentury nepřistupují ke všem hodnoceným společnostem zcela nezávisle a nezahrnují do hodnocení všechna známá rizika. Rating zpětně působí na hodnocený subjekt: Snížení ratingu jeho situaci na trhu obecně zhorší.